# Whitemangräsfågel
Whitemangräsfågel (Cincloramphus grosvenori) är en fågel i familjen gräsfåglar inom ordningen tättingar.

## Utseende och läten
Whitemangräsfågeln är en relativt kraftig och långstjärtad sångare med kroppslängden 17–19 cm. Ovansidan är mörkbrun, undersidan och anses ljusare orange- eller rostfärgad med en mörk rostfärgad fläck som går från under ögat till öran. Den är mycket lik newbritaingräsfågeln, men är mörkare överlag, med större och mörkare ögonfläck samt mörka ben. Lätet är dåligt känt, men enkla och hårda "chack" har noterats.

## Utbredning och systematik
Fågeln är enbart känd från två fynd från New Britain i Bismarcköarna i bergsområdet Whiteman 1958 och har inte setts med säkerhet sedan dess. Det har spekulerats att arten förekommer på närliggande New Ireland, men eftersökningar har hittills misslyckats med att hitta den där, liksom i bergsområdena Talawe och Nakanai på New Britain.

### Släktestillhörighet
Whitemangräsfågeln placeras traditionellt i släktet Megalurulus. DNA-studier från 2018 visar dock att arterna i Megalurulus inte är varandras närmaste släktingar utan bildar en klad tillsammans med arterna i Cincloramphus, fijigräsfågeln, timorgräsfågeln (Buettikoferella) samt rostgräsfågeln och papuagräsfågeln från Megalurus. Författarna till studien rekommenderar att alla dessa placeras i Cincloramphus som har prioritet, och denna hållning följs här.

### Familjetillhörighet
Gräsfåglarna behandlades tidigare som en del av den stora familjen sångare (Sylviidae). Genetiska studier har dock visat att sångarna inte är varandras närmaste släktingar. Istället är de en del av en klad som även omfattar timalior, lärkor, bulbyler, stjärtmesar och svalor. Idag delas därför Sylviidae upp i ett flertal familjer, däribland Locustellidae.

## Levnadssätt
Whitemangräsfågeln har hittats i undervegeation med bambu i karstbergskogar vid 1580 meters höjd eller över. Den födosöker på eller nära marken. Utifrån maginnehåll har födan noterats vara små insekter.

## Namn
Fågelns vetenskapliga artnamn hedrar Gilbert Hovey Grosvenor (1875–1966), amerikansk filantrop och president för [[National
Geographic Society]] 1920–1954. Whitemanbergen är ett bergsmassiv på ön New Britain. 

## Status och hot
Arten tros minska i antal till följd av skogsavverkningar, även om områden med bergsskogar återstår. Införda predatorer, framför allt katt, utgör det största hotet mot fågeln. Beståndet uppskattas till mellan 250 och 1000 vuxna indivder. IUCN kategoriserar arten som sårbar.